# Asociace českých filmových klubů
Asociace českých filmových klubů (dále jen AČFK) je občanské sdružení, jehož členem je více než 130 filmových klubů z celé České republiky. Činnost AČFK, která vznikla v roce 1993 rozdělením Československé federace filmových klubů, spočívá zejména v metodické pomoci filmovým klubům, v nákupu kvalitních filmů a jejich distribuci. AČFK je pořadatelem každoroční putovní přehlídky filmů Projekt 100 a velkého setkání filmových nadšenců v České republice, kterým je - Letní filmová škola Uherské Hradiště (dále jen LFŠ). LFŠ má výrazný výchovný a vzdělávací charakter. V průběhu LFŠ uděluje AČFK pravidelně své výroční ceny. AČFK se stále důsledněji zaměřuje na práci s mládeží, čemuž slouží především projekt Film a škola. AČFK má svůj vlastní filmový archiv. AČFK je členem Mezinárodní federace filmových klubů.